# Charles Naylor (Politiker)

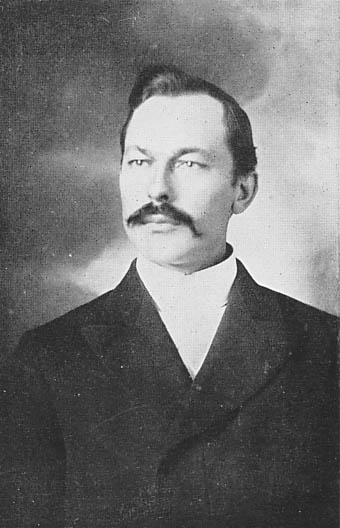
Charles Naylor

Charles Naylor (* 6. Oktober 1806 im Philadelphia County, Pennsylvania; † 24. Dezember 1872 in Philadelphia, Pennsylvania) war ein US-amerikanischer Politiker. Zwischen 1837 und 1841 vertrat er den Bundesstaat Pennsylvania im US-Repräsentantenhaus.

## Werdegang
Charles Naylor besuchte die öffentlichen Schulen seiner Heimat. Nach einem anschließenden Jurastudium und seiner 1828 erfolgten Zulassung als Rechtsanwalt begann er in Philadelphia in diesem Beruf zu arbeiten. In dieser Stadt bekleidete er auch einige lokale Ämter. Politisch schloss er sich der Mitte der 1830er Jahre gegründeten Whig Party an.
Nach dem Tod des Abgeordneten Francis Jacob Harper wurde Naylor bei der fälligen Nachwahl im dritten Wahlbezirk von Pennsylvania als dessen Nachfolger in das US-Repräsentantenhaus in Washington, D.C. gewählt, wo er am 29. Juni 1837 sein neues Mandat antrat. Nach einer Wiederwahl konnte er bis zum 3. März 1841 im Kongress verbleiben. Im Jahr 1840 verzichtete er auf eine weitere Kandidatur.
Nach dem Ende seiner Zeit im US-Repräsentantenhaus praktizierte Charles Naylor wieder als Anwalt. Während des Mexikanisch-Amerikanischen Krieges stellte er eine Freiwilligeneinheit aus Philadelphia auf, die Philadelphia Rangers, die er als Hauptmann kommandierte. Nach dem Krieg lebte er für einige Zeit in Pittsburgh und war dort ebenfalls als Jurist tätig. Später kehrte er nach Philadelphia zurück, wo er am 24. Dezember 1872 verstarb.